# Filip Rajevac
Filip Rajevac (in serbo Филип Рајевац?; Valjevo, 21 giugno 1992) è un calciatore serbo, attaccante del Radnički Valjevo.

## Carriera
In carriera ha giocato 4 partite nella fase a gironi della AFC Champions League.

## Palmarès

### Club

#### Competizioni nazionali
- Coppa dell'Uzbekistan: 1

Lokomotiv Tashkent: 2019